# Hranki
Hranki (ukr. Гранки) – dawna wieś, obecnie północno-zachodnia część wsi Hranki-Kuty na Ukrainie, na terenie obwodu lwowskiego, w rejonie stryjskim (do 2020 roku w rejonie mikołajowskim). Rozpościera się wzdłuż ulicy Wyszniewa.

## Historia
Hranki to wieś, stanowiąca w XIX wieku gminę jednostkową w Bezirk Chodorów, liczącą w 1854 roku 313 mieszkańców; od 1867 w powiecie bóbreckim. Następnie połączona z Kutami w jedną gminę, nazywaną odtąd Hranki-Kuty. W II Rzeczypospolitej w powiecie bóbreckim województwa lwowskiego, od 1 sierpnia 1934 w zbiorowej gminie Brzozdowce. Po wojnie w ZSRR.